# Eric Roberts
Eric Anthony Roberts (Biloxi, 18 de abril de 1956) é um ator norte-americano. Roberts foi indicado ao Oscar de Melhor Ator Coadjuvante pelo filme Runaway Train, a um Emmy pelo telefilme In Cold Blood e a três Globo de Ouro pelos filmes King of the Gypsies, Star 80 e Runaway Train.

## Biografia
Eric Roberts nasceu no Mississippi, mas cresceu nos arredores de Atlanta, seu pai vendia aspiradores de pó e sua mãe era secretária de paróquia. Eric cresceu vendo seus pais envolvidos também com o teatro.
Quando tinha quinze anos, seus pais se separaram e aos vinte o pai faleceu vítima de câncer.
Iniciou sua carreira como ator mirim de uma companhia teatral local. Ele começou a estudar e se dedicar à carreira na adolescência, em Nova Iorque. Em 1989, Roberts ganhou o Theater World Award por seu papel na peça da Broadway "Burn This". Ele retornou aos palcos da cidade em 2003, no espetáculo "The Exonerated". Ganhou um Golden Satellite Awards em 2002 por seu papel na série Less than Perfect.
Roberts recebeu indicações ao Golden Globe por seus papéis nos filmes King of the Gypsies e Star 80. Ele também foi indicado ao Oscar de Melhor Ator Coadjuvante por sua performance em Runaway Train. No festival de filmes independentes Sundance de 1996, foi aclamado pela crítica por seu papel no filme The Cable Guy, e também ganhou uma indicação ao Emmy pelo telefilme In Cold Blood, dirigido por Jonathan Kaplan e co-estrelado por Anthony Edwards. Roberts estrelou La Cucaracha, eleito o Melhor Filme do Austin Film Awards em 1998, pelo qual ganhou o prêmio de Melhor Ator no New York Independent Film Festival.
Outros créditos no cinema incluem The Pope of Greenwich Village, Nobody's Fool, Heaven's Prisoners e The Specialist. Roberts estrelou a minissérie indicada ao Emmy The Odyssey. Outras notáveis participações na TV incluem as séries Law & Order: Special Victims Unit, Touched by an Angel, Oz, Frasier, e sua participação favorita, na comédia The King of Queens.
É irmão da atriz Julia Roberts e pai da também atriz Emma Roberts, vive em Los Angeles com sua esposa Eliza, e seus filhos. Nas horas vagas, gosta de andar a cavalo. É primo distante do ator Edward Norton.
Em 2013, foi confirmado no elenco do polêmico filme de terror The Human Centipede 3 (Final Sequence) no papel de Governador Hughes.

## Filmografia
| Ano  | Título original                            | Personagem                           | Notas                                           |
| ---- | ------------------------------------------ | ------------------------------------ | ----------------------------------------------- |
| 1978 | King of the Gypsies                        | Dave                                 |                                                 |
| 1980 | Paul's Case                                | Paul                                 |                                                 |
| 1981 | Raggedy Man                                | Teddy                                |                                                 |
| 1983 | Star 80                                    | Paul Snider                          |                                                 |
| 1984 | The Pope of Greenwich Village              | Paulie                               |                                                 |
| 1985 | The Coca-Cola Kid                          | Becker                               |                                                 |
| 1985 | Runaway Train                              | Buck                                 |                                                 |
| 1986 | Slow Burn                                  | Jacob Asch                           | Filme para TV                                   |
| 1986 | Nobody's Fool                              | Riley                                |                                                 |
| 1988 | To Heal a Nation                           | Jan Scruggs                          | Filme para TV                                   |
| 1989 | Best of the Best                           | Alex Grady                           |                                                 |
| 1989 | Blood Red                                  | Marco Collogero                      |                                                 |
| 1989 | Rude Awakening                             | Fred                                 |                                                 |
| 1990 | The Ambulance                              | Josh Baker                           |                                                 |
| 1990 | The Lost Capone                            | Al Capone                            | Filme para TV                                   |
| 1990 | Descending Angel                           | Michael Rossi                        | Filme para TV                                   |
| 1991 | Vendetta: Secrets of a Mafia Bride         | Sean McLeary                         | Filme para TV                                   |
| 1991 | Lonely Hearts                              | Frank                                |                                                 |
| 1991 | By the Sword                               | Alexander Villard                    |                                                 |
| 1992 | Fugitive Among Us                          | Cal Harper                           | Filme para TV                                   |
| 1992 | Final Analysis                             | Jimmy Evans                          |                                                 |
| 1993 | Best of the Best 2                         | Alex Grady                           |                                                 |
| 1993 | Love Honor & Obey: The Last Mafia Marriage | Joe Bonanno Jr.                      | Filme para TV                                   |
| 1993 | Voyage                                     | Gil Freeland                         | Filme para TV                                   |
| 1993 | Love, Cheat & Steal                        | Reno Adams                           |                                                 |
| 1994 | Babyfever                                  | Anthony                              |                                                 |
| 1994 | Freefall                                   | Grant Orion                          |                                                 |
| 1994 | Love Is a Gun                              | Jack Hart                            |                                                 |
| 1994 | Sensation                                  | Dr. Ian Burton                       |                                                 |
| 1994 | The Specialist                             | Tomas Leon                           |                                                 |
| 1994 | The Hard Truth                             | Dr. Chandler Etheridge               |                                                 |
| 1995 | The Nature of the Beast                    | Adrian                               |                                                 |
| 1995 | The Immortals                              | Jack                                 |                                                 |
| 1995 | Saved by the Light                         | Dannion Brinkley                     | Filme para TV                                   |
| 1996 | Power 98                                   | Karlin Pickett                       |                                                 |
| 1996 | The Grave                                  | Cass                                 |                                                 |
| 1996 | It's My Party                              | Nick Stark                           |                                                 |
| 1996 | Doctor Who                                 | The Master/Bruce                     | Filme para TV                                   |
| 1996 | Heaven's Prisoners                         | Bubba Rocque                         |                                                 |
| 1996 | The Cable Guy                              | ele mesmo                            |                                                 |
| 1996 | Dark Angel                                 | Walter D'Arcangelo                   | Filme para TV                                   |
| 1996 | American Strays                            | Martin                               |                                                 |
| 1996 | The Glass Cage                             | Montrachet                           |                                                 |
| 1996 | Past Perfect                               | Dylan Cooper                         |                                                 |
| 1996 | The Drew Carey Show                        | Steven                               | Episódio "Drew's Other Man"                     |
| 1996 | In Cold Blood                              | Perry Smith                          |                                                 |
| 1996 | Public Enemies                             | Arthur Danlop                        | TV                                              |
| 1997 | Frasier                                    | Chet (voz)                           | Episódio "Roz's Krantz & Gouldenstein Are Dead" |
| 1997 | The Odyssey                                | Eurymachus                           | TV                                              |
| 1997 | Most Wanted                                | Assistant do Deputy Director Spencer |                                                 |
| 1997 | Oz                                         | Richard L'Italien                    | Episódio "Capital P"                            |
| 1997 | T.N.T.                                     | Russo                                |                                                 |
| 1997 | C-16: FBI                                  | John Olansky                         | TV (13 episódios, 1997–1998)                    |
| 1998 | The Prophecy II                            | Michael                              |                                                 |
| 1998 | The Shadow Men                             | Bob Wilson                           |                                                 |
| 1998 | False Pretense                             | Henry Smolensky                      | a.k.a. Dead End                                 |
| 1998 | La Cucaracha                               | Walter Pool                          |                                                 |
| 1999 | Purgatory                                  | Blackjack Britton                    | Filme para TV                                   |
| 1999 | BitterSweet                                | Mr. Venti                            |                                                 |
| 1999 | Lansky                                     | Ben Siegel (40 anos)                 | Filme para TV                                   |
| 1999 | Touched by an Angel                        | Nick Stratton                        | Episódio "Made in the U.S.A"                    |
| 1999 | Restraining Order                          | Robert Woodfield                     |                                                 |
| 1999 | Wildflowers                                | Jacob                                |                                                 |
| 1999 | Spawn                                      | Petey (voz)                          | Episódio "The Mindkiller"                       |
| 1999 | Façade                                     | Colin Wentworth                      |                                                 |
| 1999 | Two Shades of Blue                         | Calvin Stasi                         |                                                 |
| 1999 | Heaven's Fire                              | Dean McConnell                       | Filme para TV                                   |
| 1999 | Hitman's Run                               | Tony Lazorka/John Dugan              |                                                 |
| 1999 | The Hunger                                 | Jean                                 | Episódio "The Dream Sentinel"                   |
| 2000 | The Beatnicks                              | Mack Drake                           |                                                 |
| 2000 | Sanctimony                                 | Lieutenant                           | Filme para TV                                   |
| 2000 | No Alibi                                   | Victor Haddock/Stanley Joiner        |                                                 |
| 2000 | Luck of the Draw                           | Carlo                                |                                                 |
| 2000 | The Alternate                              | O Substituto                         |                                                 |
| 2000 | Falcone                                    | Raymond 'The Madman' Ricci           | TV (4 episódios)                                |
| 2000 | Cecil B. DeMented                          | Honey's Ex                           |                                                 |
| 2000 | Tripfall                                   | Mr. Eddie                            |                                                 |
| 2000 | Race Against Time                          | James Gabriel                        | Filme para TV                                   |
| 2000 | The King's Guard                           | Augustus Talbert                     |                                                 |
| 2000 | Mercy Streets                              | Rome                                 |                                                 |
| 2001 | Strange Frequency                          | Bob Henry                            |                                                 |
| 2001 | The King of Queens                         | Strohmeyer                           | Episódio "Paint Misbehavin"                     |
| 2001 | Law & Order: Special Victims Unit          | Sam Winfield                         | Episódio "Victims"                              |
| 2001 | Mindstorm                                  | David Mendez                         |                                                 |
| 2001 | Stiletto Dance                             | Kit Adrian                           | Filme para TV                                   |
| 2001 | Fast Sofa                                  | Robinson                             |                                                 |
| 2001 | Walking Shadow                             | Policial DeSpain                     | Filme para TV                                   |
| 2001 | Frozen in Fear                             | Sean                                 | Filme para TV                                   |
| 2001 | Raptor                                     | Sheriff Jim Tanner                   |                                                 |
| 2001 | Rough Air: Danger on Flight 534            | Official Mike Hogan                  | Filme para TV                                   |
| 2001 | Con Games                                  | Official Hopkins                     |                                                 |
| 2002 | Endangered Species                         | Policial Lt. Mike 'Sully' Sullivan   |                                                 |
| 2002 | Roughing It                                | The Foreman                          | Filme para TV                                   |
| 2002 | Wrong Number                               | Josh Grey                            |                                                 |
| 2002 | Spun                                       | The Man                              |                                                 |
| 2002 | Breakaway                                  | Jimmy Scalzetti                      |                                                 |
| 2002 | Wolves of Wall Street                      | Dyson Keller                         |                                                 |
| 2002 | Less than Perfect                          | Will Butler                          | TV (59 episódios, 2002-2005)                    |
| 2002 | Justice League e Justice League Unlimited  | Mongul (voz)                         | TV (3 episódios)                                |
| 2003 | Intoxicating                               | Teddy                                |                                                 |
| 2003 | National Security                          | Nash                                 |                                                 |
| 2003 | The Long Ride Home                         | Sheriff Hank Bowman                  |                                                 |
| 2003 | L.A. Confidential                          | Pierce Patchett                      | TV                                              |
| 2004 | Killer Weekend                             | Jack Talbot                          |                                                 |
| 2004 | Miss Cast Away                             | Maximus Powers                       |                                                 |
| 2004 | Six: The Mark Unleashed                    | Dallas                               |                                                 |
| 2004 | Border Blues                               | Coyote Larry                         |                                                 |
| 2005 | Final Approach                             | Treinador Davis                      |                                                 |
| 2005 | Confessions of an Action Star              | Policial Chief                       | a.k.a. Sledge: The Untold Story                 |
| 2005 | Break a Leg                                | Michael Richard Lange                |                                                 |
| 2005 | Graves End                                 | Tarkington Alexander Graves          |                                                 |
| 2005 | Danny Phantom                              | Dark Danny (voz)                     |                                                 |
| 2005 | CSI: Miami                                 | Ken Kramer                           | Episódio "Whacked"                              |
| 2005 | The Civilization of Maxwell Bright         | Arlis                                |                                                 |
| 2006 | 8 of Diamonds                              | Charlie Klamanski                    |                                                 |
| 2006 | Phat Girlz                                 | Robert Myer                          |                                                 |
| 2006 | A Guide to Recognizing Your Saints         | Older Antonio                        |                                                 |
| 2006 | Hollywood Dreams                           | Thomas Kurt                          |                                                 |
| 2006 | One Way                                    | Nick Swell                           |                                                 |
| 2006 | DOA: Dead or Alive                         | Donovan                              |                                                 |
| 2006 | The L Word                                 | Gabriel McCutcheon                   | TV (3 episódios, 2006-2007)                     |
| 2006 | Fatal Desire                               | Joe                                  | Filme para TV                                   |
| 2006 | Aurora                                     | Mr. Brown                            |                                                 |
| 2007 | Pandemic                                   | Prefeito Dalesandro                  | Filme para TV                                   |
| 2007 | Heroes                                     | Agent Thompson                       | TV (8 episódios)                                |
| 2008 | Light Years Away                           | Dr. Howard Melvin                    |                                                 |
| 2008 | Witless Protection                         | Wilford Duvall                       |                                                 |
| 2008 | Fear Itself                                | Harry Siegal/Harry Bender            | Episódio "Spooked"                              |
| 2008 | Law & Order: Criminal Intent               | Roy Hubert                           | Episódio "Betrayed"                             |
| 2008 | Dark Honeymoon                             | L.A. Guy                             |                                                 |
| 2008 | The Dark Knight                            | Sal Maroni                           |                                                 |
| 2008 | Depth Charge                               | Comandante Krieg                     | Filme para TV                                   |
| 2008 | The Cleaner                                | Ray Crin                             | Episódio "Here Comes the Boom"                  |
| 2008 | Entourage                                  | ele mesmo                            | Episódio "Tree Trippers"                        |
| 2008 | Cyclops                                    | Imperador Tiberius                   | Filme para TV                                   |
| 2009 | In the Blink of an Eye                     | Capitão Jones                        |                                                 |
| 2009 | The Steam Experiment                       | Grant                                |                                                 |
| 2009 | Rock Slyde                                 | Jake o Entregador                    |                                                 |
| 2009 | Royal Kill                                 | Dad                                  |                                                 |
| 2009 | Shannon's Rainbow                          | Mitchell Prescott                    |                                                 |
| 2009 | Edgar Allan Poe's Ligeia                   | Vaslov                               |                                                 |
| 2009 | The Whole Truth                            | Yaro Maroslav                        |                                                 |
| 2009 | The Butcher                                | Merle Hench                          |                                                 |
| 2009 | Project Solitude                           | John Sola                            |                                                 |
| 2009 | Crash                                      | Seth Blanchard                       | TV (13 episódios)                               |
| 2010 | Crimes of the Past                         | Robert Byrne                         |                                                 |
| 2010 | Westbrick Murders                          | John                                 |                                                 |
| 2010 | The Expendables                            | James Monroe                         |                                                 |
| 2010 | Sharktopus                                 | Dr. Nathan Sands                     | Filme para TV                                   |
| 2010 | Enemies Among Us                           | Cobbs                                |                                                 |
| 2010 | Chuck                                      | Packard                              | Episódio "Chuck Versus the Couch Lock"          |
| 2010 | Hunt to Kill                               | Lee Davis                            |                                                 |
| 2010 | First Dog                                  | Presidente dos Estados Unidos        |                                                 |
| 2010 | Bed & Breakfast                            | Mr. Hopewell                         |                                                 |
| 2011 | The Human Factor                           |                                      |                                                 |
| 2013 | Lovelace                                   | Nat Laurendi                         |                                                 |
| 2013 | The Perfect Summer                         | Lou                                  |                                                 |
| 2015 | The Human Centipede 3 (Final Sequence)     | Governador Hughes                    |                                                 |
| 2018 | Head Full of Honey                         | Dr. Holst                            |                                                 |